# Jabłońskie (Gołdap)
Jabłońskie [jaˈbwɔɲskʲɛ] (deutsch Jeblonsken, 1938 bis 1945 Urbansdorf) ist ein Dorf in der polnischen Woiwodschaft Ermland-Masuren, das zur Stadt- und Landgemeinde Gołdap (Goldap) im Kreis Gołdap gehört.

## Geographische Lage
Jabłońskie liegt im Nordosten der Woiwodschaft Ermland-Masuren, fünf Kilometer südwestlich der Kreisstadt Gołdap und zwei Kilometer westlich des 272 Meter hohen Góra Gołdapska (Goldaper Berg).

## Geschichte
Das seinerzeit Skerstuppchen genannte kleine Dorf wurde im Jahre 1565 gegründet. In den folgenden Jahrhunderten trug der Ort Namen wie Geblogken (nach 1665), Geblonsken (vor 1818), Jablonsken (vor 1900) und Jeblonsken (bis 1938).
Im Jahr 1874 wurde Jeblonsken in den neu errichteten Amtsbezirk Skötschen (polnisch: Skocze) eingegliedert, der – 1939 in „Amtsbezirk Grönfleet“ umbenannt – bis 1945 bestand und zum Kreis Goldap im Regierungsbezirk Gumbinnen der preußischen Provinz Ostpreußen gehörte.
314 Einwohner waren 1910 in Jeblonsken gemeldet. Ihre Zahl stieg bis 1933 auf 424 an und belief sich 1939 noch auf 391.
Im Zuge der nationalsozialistischen Umbenennungsaktion erhielt Jeblonsken am 3. Juni 1938 (amtlich bestätigt am 16. Juli 1938) den Namen „Urbansdorf“. In Kriegsfolge kam das Dorf 1945 mit dem gesamten südlichen Ostpreußen zu Polen und erhielt die polnische Bezeichnung „Jabłońskie“.
Bis 1945 war das Dorf Sitz und namensgebend für die Gmina Jabłońskie. Heute ist es Sitz eines Schulzenamtes (polnisch: Sołectwo) im Verbund der Stadt- und Landgemeinde Gołdap im Powiat Gołdapski, bis 1998 der Woiwodschaft Suwałki, seither der Woiwodschaft Ermland-Masuren zugehörig.

## Religionen
Die vor 1945 mehrheitlich evangelische Bevölkerung Jeblonskens war in das Kirchspiel der Neuen Kirche in Goldap eingepfarrt und war somit Teil des Kirchenkreises Goldap in der Kirchenprovinz Ostpreußen der Kirche der Altpreußischen Union. Auch die Pfarrkirche der wenigen Katholiken stand in Goldap innerhalb des Bistums Ermland.
Seit 1945 ist die Mehrheit der Einwohner Jabłośskies katholisch und zur Pfarrgemeinde in Gołdap hin orientiert. Sie gehört jetzt zum Dekanat Gołdap im Bistum Ełk (Lyck) der Katholischen Kirche in Polen. Evangelischerseits ist Jabłońskie ebenfalls nach Gołdap eingegliedert, dessen Kirchengemeinde jetzt allerdings Filialgemeinde von Suwałki in der Diözese Masuren der Evangelisch-Augsburgischen Kirche in Polen ist.

## Verkehr
Jabłońskie liegt an einer Nebenstraße, die bei Konikowo (Kleeberg) von der Woiwodschaftsstraße DW 650 (einstige deutsche Reichsstraße 136) in westlicher Richtung abzweigt und bis nach Rożyńsk Wielki (Groß Rosinsko, 1938 bis 1945 Großfreiendorf) führt. Zwischen 1897 und 1945 war der Ort Bahnstation an der nach dem Zweiten Weltkrieg zerstörten und inzwischen demontierten Bahnstrecke Angerburg–Goldap. Heute besteht keine Bahnanbindung mehr.